# Medea (Euripides)

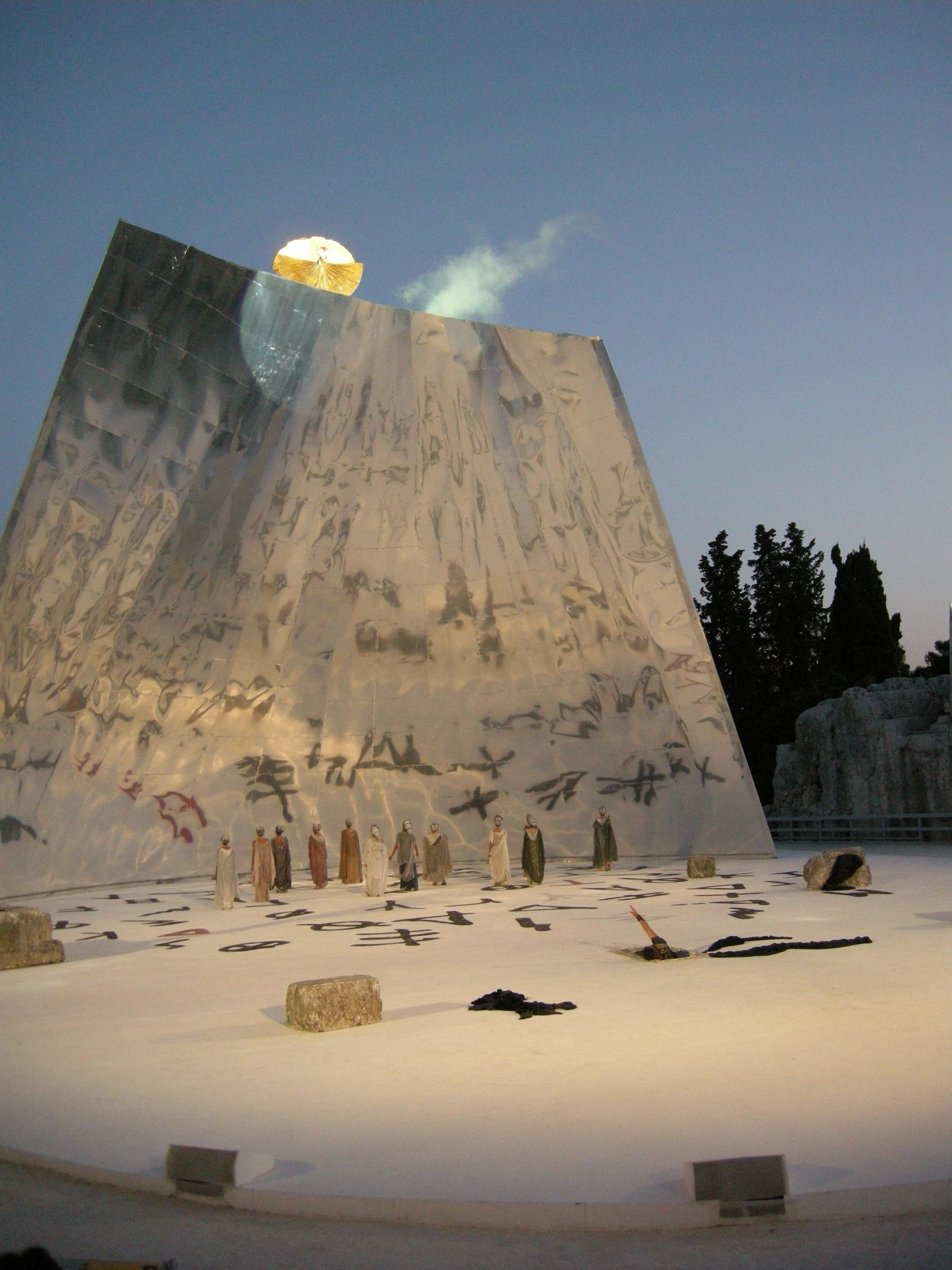
Deus ex machina in einer Inszenierung der Medea des Euripides (Syrakus, 2009)

Medea (altgriechisch Μήδεια Mḗdeia) ist eine 431 v. Chr. verfasste Tragödie des griechischen Dichters Euripides. Das Stück basiert auf der Argonautensage des griechischen Mythos. Die Königstochter Medea wird von ihrem Mann Jason, für den sie ihre eigene Familie zurückgelassen und verraten hatte, verstoßen und rächt sich grausam, wobei sie auch ihre eigenen Kinder tötet.

## Handlung
Jason hat mit Hilfe der Königstochter Medea das wundertätige Goldene Vlies aus dem Besitz des Königs von Kolchis, Medeas Vater, geraubt und ist mit ihr nach Korinth geflohen. Dort gewährt ihnen König Kreon Asyl.
Wenn die Handlung einsetzt, hat sich Jason bereits von Medea abgewandt und ist eine Verbindung mit Glauke, der Tochter Kreons, eingegangen. Medea ist zutiefst verletzt und schmiedet Rachepläne. König Kreon überbringt Medea seinen Entschluss, sie aus seinem Land zu verbannen. Mit ihren Rache-Drohungen und Zauberkünsten stellt sie für ihn ein Sicherheitsrisiko dar. Medea erwirkt einen Tag Aufschub. Wider besseres Wissen gewährt Kreon ihr die Frist. In einer großen Auseinandersetzung wirft sie Jason vor, für ihn die Heimat verlassen und alles aufs Spiel gesetzt zu haben, während er sie nun verrät und seine Eide bricht. Eine Rückkehr nach Kolchis ist für sie unmöglich, da sie ihren Bruder ermordet und den Raub des Goldenen Vlieses erst ermöglicht hat. Jason argumentiert äußerlich rational, pragmatisch und in Konventionen der Zeit: die Verbindung mit der Königstochter käme auch ihr und den gemeinsamen Söhnen zugute, da sie als „Fremde“ sonst immer Außenseiter blieben. Seine Argumentation wird allerdings nicht nur von Medea, sondern auch vom Chor als bloßer Vorwand verworfen.
Daraufhin täuscht Medea Jason, indem sie vorgibt, versöhnende Geschenke an die Königstochter senden zu wollen, damit wenigstens die Kinder von der Verbannung verschont würden. Jason geht auf ihren Wunsch ein und begleitet die Kinder. Er überredet Glauke, die Geschenke – ein Kleid und einen goldenen Kranz – anzunehmen. Das Gift, mit dem Medea das Kleid getränkt hat, tötet die Königstochter wie auch Kreon, der versucht, ihr zu Hilfe zu kommen. Medea ermordet ihre Söhne, um sie der Rache der Korinther zu entziehen und Jason durch den Tod seiner Nachkommen zu strafen. Sie entflieht auf einem Drachenwagen, den ihr der Sonnengott Helios, ihr Großvater, schickt.

## Rezeption
Euripides gilt als der Meister des Psychologischen unter den antiken Dramatikern. Das Schicksal seiner Figuren ist weniger von göttlichen Fügungen als viel mehr von ihren eigenen Leidenschaften, Widersprüchen, zwischenmenschlichen Missverständnissen und komplexen Beziehungsproblemen geprägt. Das führt zu einer neuen Qualität der Figurendarstellung bei Euripides, der deshalb auch als der modernste der drei griechischen Tragiker gilt. Das Bild einer von Rachedurst und Hass getriebenen Frau verstörte seine Zeitgenossen jedoch.
Zudem entheroisierte Euripides den seit Homers Zeiten bekannten Argonauten-Mythos in seinem Meisterwerk ganz und gar und führte den Konflikt zwischen Medea und Jason auf zutiefst menschliche Motive zurück. Dass Medea ihre Kinder tötet, um sich an Jason zu rächen, ist eine Erfindung des Euripides. In älteren Fassungen wurden die Knaben von den Korinthern aus Hass gegen die Barbaren oder aus Rache für den Mord an Kreon erschlagen. Auch der spektakuläre Abgang im Sonnenwagen des Helios ist eine Zutat des Dichters. Der Mythos erzählt das intrigante Treiben einer Giftmischerin, Euripides gestaltet die tragische Geschichte der Zerstörung einer Familie und den Umschlag von bedingungsloser Liebe in blindwütige Destruktivität. Gleichzeitig verankert Euripides ihre Handlungsweise jedoch in nachvollziehbaren realistischen Motiven: in einer von Männern bestimmten Welt ist sie in jeder Hinsicht „die Fremde“, und schon zwischen ihrer gefühlsdominierten Sicht und der rationalen Argumentation Jasons klaffen Welten, die nicht  zu vereinbaren sind.
Im jährlichen Agon, in dem die besten Dramen ausgezeichnet wurden, erhielt Euripides für Medea keinen Preis. Gleichwohl nutzte Seneca die Tragödie als Vorlage bei der Abfassung seiner Medea. Heute gehört das Stück zum Standard-Repertoire des Theaters und zu den am häufigsten aufgeführten Stücken der Antike.

## Adaptionen

### Andere Schauspiel-Versionen des Medea-Stoffes (Auswahl)
- Seneca: Medea (1. Jahrhundert n. Chr.)
- Franz Grillparzer: Das goldene Vlies (1821)
- Hans Henny Jahnn: Medea (1926)
- Jean Anouilh: Médée (1946)
- Mattias Braun: Die Medea des Euripides (1958)

### Vertonungen
- Luigi Cherubini: Médée (1797)
- Vincenzo Tommasini: Medea (1902–1904)[4]
- Reiner Bredemeyer schrieb 1976 eine Bühnenmusik zur Tragödie des Euripides.
- Aribert Reimann: Medea (Uraufführung 2010, Wiener Staatsoper). Die Oper basiert auf Franz Grillparzers Dramen-Trilogie Das goldene Vlies.

### Verfilmung
- Pier Paolo Pasolini: Medea (1969), mit Maria Callas in der Titelrolle
- Lars von Trier: Medea (1988)

### Hörspiel
- Medea nach Euripides. Hörspiel von Helmut Peschina. Musik von Clemens Gadenstätter. Regie: Alice Elstner. HR2, 1. Oktober 2017.